# Технокоммунизм
Технокоммунизм — философско-футурологическая концепция перехода к эгалитарному общественному строю. Под этим термином понимают также и сам общественный строй, при котором все используемые людьми достижения науки и технологии являются достоянием всего общества (что ставится в противоположность технофашизму).
Как и многие современные теоретики марксистского учения, разработчики технокоммунизма непременным условием перехода к социализму ставят социальную революцию. Однако технокоммунисты рассматривают достижения науки и технологии в качестве основополагающего фактора дальнейшего развития человечества при социализме и перехода его к коммунизму. Научно-технический прогресс позволит решить задачу перехода от буржуазного общества к коммунистическому — с помощью передовых технологий будет осуществлено воспитание нового человека, будет выстроена централизованная государственная система планирования (наподобие тех, что разрабатывались в позднем СССР, например, ОГАС) и т. д.
Предпосылками возникновения концепции послужили быстрые темпы научно-технической революции и надежды с ее помощью решить противоречия между трудом и капиталом.

## Технокоммунизм как новая реальность
Можно выделить следующие основные черты технокоммунизма: автоматизированное производство (технология) и человек, полностью освобождённый от экономического принуждения. Теряют смысл товарно-денежные отношения, товар перестает быть товаром, любая вещь может быть изготовлена по желанию заказчика с помощью  нанопрограммы  из материала окружающей среды. Отпадает необходимость в содержании аппарата управленцев, значение любой элиты нивелируется. Прекращаются войны, потому что исчезают причины их возникновения.
Конечно, вышеперечисленное вовсе не означает полного устранения всех противоречий и проблем на пути развития человечества. После уничтожения классовой системы, то есть борьбы между человеком и человеком, на первый план выходит борьба человека против сил неразумной природы: борьба со стихийными бедствиями, космическая экспансия, колонизация новых планет, терраформирование — решение этих и многих других задач будет стоять во главе угла.